# Apatania crassa
Apatania crassa là một loài Trichoptera trong họ Apataniidae. Chúng phân bố ở miền Cổ bắc.